# Die Clowns (1970)
Die Clowns ist ein 1970 für das Fernsehen produzierter, halbdokumentarischer, italienisch-französisch-deutscher Film von Federico Fellini.

## Konzeption
Der Film ist eine Kombination aus dokumentarischen und fiktiven Szenen. Im Kern versucht Fellini, der vordergründig eine Reportage über den auszusterben drohenden Beruf des Zirkusclowns zu drehen beabsichtigt, dem Wesen des Clowns, der ihn seit seiner Kindheit stets begleitet hat, auf den Grund gehen. Im Rahmen zahlreicher Vorstellungen beobachtet Fellini diverse Vertreter dieser Entertainer-Berufsgruppe, die in diesem Film überwiegend aus Italien und Frankreich stammen, bei der Arbeit. Dabei sind jedoch die sich dokumentarisch gebenden Clownsauftritte von Fellini inszeniert und nur scheinbar abgefilmte Live-Auftritte.
Statements und Begegnungen mit bekannten Schauspielern und Schauspielerinnen werden in den Film, der als frühes Beispiel einer Mockumentary gilt, eingeschnitten. So steht, erzählt und agiert beispielsweise Altstar Anita Ekberg (Fellinis Star in Das süße Leben) in einer Szene „ganz zufällig“ vor einem Tigerkäfig und wird von dem filmenden Fellini gefragt, was sie denn hier mache, worauf Ekberg antwortet, dass sie sich mit dem Gedanken trage, einen Panther zu kaufen. Gleich im Anschluss daran findet man die Diva inmitten einer bunten Schar Schausteller beim Abendessen im Wohnwagen wieder. In anderen Szenen wiederum tauchen als Antipoden die aus früheren Fellini-Spielfilmszenen bekannten, skurrilen Fellini-Typen auf und geben dem Film den für diesen Regisseur sehr eigenen Touch eines Panoptikums. Einer der Höhepunkte in diesem Sinne ist eine besonders clowneske Darstellung eines Leichenbegängnisses.

## Produktionsnotizen
Die Clowns wurde der Öffentlichkeit am 30. August 1970 im Rahmen der Biennale erstmals vorgestellt. Die Fernseherstaufführung in Italien fand am 25. Dezember desselben Jahres statt. In Deutschland wurde Die Clowns am 26. April 1972 im ZDF erstmals gezeigt. Zehn Jahre später lief der Film auch in deutschen Kinos an.

## Auszeichnungen
Der Film erhielt eine Reihe von Preisen und darüber hinaus Nominierungen:
- David di Donatello Preis
- Nastro d’Argento für Danilo Donati (beste Kostümentwürfe)
- Pasinetti Preis (Biennale 1970)
- NBR Award (bester fremdsprachiger Film)

## Kritiken
„In seinen besten Momenten, die ungefähr ein Drittel der Spielzeit ausmachen, ist Federico Fellinis Die Clowns eine entzückende Fußnote – wirklich fast ein Schlusssatz – für eine Karriere, die, wie einige seiner Filmen, Zirkusextravaganzen ähnelt.“

„Unter dem Vorwand einer Reportage über die zum Aussterben verurteilten Zirkus-Clowns beschwört Fellini in- und außerhalb der Manege ein Panoptikum von grotesken, ausgefallenen und erschreckenden Figuren. Beeindruckende, sehr persönliche Auseinandersetzung des Autors mit der Situation des Künstlers; gleichzeitig eine Liebeserklärung an die Welt des Zirkus.“

„Fellinis Hommage an die Zirkusclowns ist selbst eine clowneske Parodie von Dokumentarfilmen, ein vollkommen unterhaltendes Kasper-Stück von diesem großartigen Regisseur, der sich selbst auf den Arm nimmt.“